# Cethosia claudilla
Cethosia claudilla är en fjärilsart som beskrevs av Hans Fruhstorfer 1912. Cethosia claudilla ingår i släktet Cethosia och familjen praktfjärilar. Inga underarter finns listade i Catalogue of Life.